# Gianfrancesco Borghini
Gianfrancesco Borghini (Brescia, 20 aprile 1943) è un politico italiano, fratello gemello di Giampiero Borghini.

## Biografia
Consegue il diploma di ragioniere e subito dopo si iscrive alla Bocconi, ma presto lascia gli studi.
Dal 1969 fino al 1972 è segretario nazionale della Federazione Giovanile Comunista Italiana, poi nel 1972 entra nella direzione
del Partito Comunista Italiano per occuparsi di problemi del lavoro.
Per un brevissimo periodo è segretario lombardo del Partito Comunista Italiano ma poi torna a Roma come responsabile dell'industria.
Eletto deputato dal 1983 al 1992 prima nel Partito Comunista Italiano poi nel Partito Democratico della Sinistra.
Nuclearista convinto, si dimette da responsabile energia dopo uno scontro all'interno del partito.
Caduto in disgrazia nel Partito Democratico della Sinistra, anche per l'uscita del fratello-gemello Giampiero Borghini dal partito, viene chiamato nel 1992 dal premier Giuliano Amato a Palazzo Chigi.
Nel 1996 è presidente della Società per le Gestioni e Partecipazioni Industriali.
Nel 2016 presiede il comitato Ottimisti&Razionali che si batte per il "non voto" al referendum abrogativo sulla durata delle concessioni offshore, conclusosi con il mancato raggiungimento del quorum.